# 松平光和
松平 光和（まつだいら みつまさ）は、信濃松本藩の第4代藩主。戸田松平家9代。

## 生涯
- この節の出典：[1][2]

延享元年（1744年）、第2代藩主松平光雄の六男として生まれる。宝暦9年（1759年）3月4日、兄で3代藩主の光徳が死去したため、その末期養子となって家督を相続する。3月15日、将軍徳川家重に御目見する。12月7日、従五位下丹波守に叙任する。
天明元年（1764年）、隣国諏訪藩で起きた「二の丸騒動」の時、家老諏訪頼保によって失脚させられ、押込（牢に監禁）にされた上席家老の千野貞亮（千野兵庫）を、召し抱えていた忍者芥川義矩を差し向け救出し、命を救った。
明和4年（1767年）10月12日、奏者番に就任する。安永元年（1772年）9月10日、奏者番を辞任する。
安永3年（1774年）12月9日、隠居し、家督を弟で養子の光悌に譲る。12月21日、伊勢守に改める。安永4年（1775年）に江戸で死去した。

## 系譜
父母
- 松平光雄（実父）
- 久田氏 ー 側室（実母）
- 松平光徳（養父）

正室
- 房姫 ー 松平武元の娘

側室
- 玉生氏

子女
- 安子 ー 秋月種徳継室、生母は玉生氏（側室）
- 戸田悌親室、生母は玉生氏（側室）
- 野々山悌義室、生母は玉生氏（側室）

養子
- 松平光悌 ー 実弟